# III. Assur-dán
III. Assur-dán (ur. i. e. 772/771–754) asszír király az újasszír birodalom zűrzavaros, időlegesen hanyatló középső szakaszában. III. Adad-nirári ifjabb fia, trónelődje, IV. Sulmánu-asarídu öccse.
Két – egymással összefüggő – okból uralkodása alatt Asszíria visszaszorult, területének egy részét, valamint tekintélyét is elvesztette. Egyrészt Urartu rendkívüli mértékben megerősödött I. Argisti idején, másrészt a fenyegető északi szomszédot a belviszályok miatt nem sikerült megfékezni. IV. Sulmánu-asarídu valószínűleg palotaforradalom áldozata lett, öccse ugyan megszerezte a trónt, de már abban az évben, i. e. 772-ben megkezdődött az i. e. 758-ig tartó polgárháborús időszak, miközben az egyetlen posztján maradó főember a hadsereg főparancsnoka, Samsi-ilu volt.
A belső feszültségeket a katonai és papi arisztokrácia ellentétei szították már régóta a birodalomban, mivel érdekeik merőben ellentétesek voltak. Az asszír hódítási mechanizmus elnéptelenítette a peremvidékeket, tönkretette azok gazdaságát és a lakosságot áttelepítették Asszíria belső vidékeire. Ez lehetetlenné tette a tartományok közti kereskedelmet és árucserét, ezért a tartománykormányzók is a további hódítások ellen voltak. Állandósultak az elszakadási kísérletek, a kormányzók de facto szuverénként viselkedtek. A hadsereg vagy hadjáraton volt, vagy a belső ellenzék ellen harcolt, ami kimerítette a kincstárt.
III. Assur-dán idején csak egyetlen urartui háborúról tudunk, i. e. 766-ban, ez is vereséggel végződött, pedig az asszír királyok hagyományos kötelessége volt, hogy minden évben hadjáratra vezesse a hadsereget, ami alól még Sammuramat királyné (III. Assur-dán nagyanyja) sem volt kivétel. I. e. 765-ben pestisjárvány dúlt Asszíriában, i. e. 763-ban pedig az addigi legnagyobb méretű lázadás tört ki, amely i. e. 758-ig tartott, és Assur-dán győzelmével ért véget. I. e. 754-ben azonban Assur-dán meghalt, és a trónon ismeretlen jogcímmel öccse, V. Assur-nirári követte.
I. e. 763-ban történt a „ninivei napfogyatkozás”, amely kronológiai szempontból nagy jelentőségű.